# Президентский парк
Президентский парк (каз. Президенттік саябақ) — парк в Алматинском районе Астаны.
Парк располагается вокруг здания Дворца мира и согласия. Территория представляет собой неправильный четырёхугольник, ограниченный с запада рекой Ишим, с востока — проспектом Тауелсиздик, с севера — улицами Сарайшык и Байтурсынова, с юга — улицами Калдаякова и Нажимеденова. Площадь парка составляет 830 тыс. м².
Обустройство рекреационной зоны началось вскоре после завершения строительства Дворца мира и согласия. Открытие состоялось в 2007 году и было приурочено к 10-летию переноса столицы из Алма-Аты.
На территории парка расположено множество искусственных ручьёв, фонтанов и клумб. Вторым (после Дворца мира и согласия) центральным объектом парка стал фонтан в форме сказочной птицы Самрук (Симург).
В 2020 году были начаты работы по превращению Президентского парка, парка «Триатлон» и Есильской (Ишимской) набережной в единую зелёную зону. Помимо создания единых пешеходных, беговых и велосипедных дорожек, планируется реконструкция территории с созданием тематических зон, посвящённых четырём временам года. Реконструкционные работы на территории Президентского парка завершились 27 мая 2021 года.